# Canna (geslacht)
Canna is een geslacht van eenzaadlobbige planten. Het zijn tropische en subtropische planten met grote, brede bladeren en gele, oranje of rode bloemen (of varianten daarvan). Deze zomerbloeiende planten worden 1-2 m hoog en hebben een uitgebreid rizomenstelsel.
Meerjarige soorten kunnen in België en Nederland wel aangeplant worden, mits de nodige voorzorgen. Gezien de planten de winter niet overleven, dienen de rizomen in de herfst uit de grond gehaald te worden.
De rizomen van de canna zijn eetbaar en rijk aan zetmeel. Aangezien ze vezelrijk zijn, dienen ze urenlang gekookt of gestoomd te worden vooraleer ze voor consumptie vatbaar zijn. De smaak is gelijkaardig aan deze van de zoete aardappel (Ipomoea batatas). In Vietnam en Zuid-China worden de planten aangeplant voor consumptie.
De planten zijn vrij populair als tuinplant. Tijdens de victoriaanse tijd waren ze een modebloem in het Verenigd Koninkrijk en werden er een groot aantal cultivars gekweekt. Er waren toen honderden cultivars; de plant raakte enigszins uit de mode en het aantal cultivars daalde tot ongeveer 270 (50-70% van het maximale aantal).
Tegenwoordig worden ze getroffen door het cannavirus, waaraan tot op heden nog niets te doen is.

## Een aantal soorten
- Canna brasiliensis
- Canna edulis
- Canna flaccida
- Canna ×generalis
- Canna glauca
- Canna indica
- Canna lambertii
- Canna lutea
- Canna neglecta
- Canna pertusa
- Canna sylvestris

## Cultivars
- Canna 'Yelow'
- Canna 'Cleopatra'
- Canna 'Cleopatra black'
- Canna 'Saladin'